# Od dziewiątej do piątej
Od dziewiątej do piątej – amerykańska komedia z 1980 roku.

## Fabuła
Judy Bernly zaczęła swoją pierwszą pracę. Violet pracuje od dawna bez dużych sukcesów, Doralee to pracowita i ambitna kobieta o niepochlebnej opinii. Ich szef Frank to typowa męska świnia. Wykorzystuje swoją przewagę nad kobietami, z którymi pracuje. W końcu wszystkie trzy zastawiają na niego pułapkę.

## Główne role
- Jane Fonda – Judy Bernly
- Lily Tomlin – Violet Newstead
- Dolly Parton – Doralee Rhodes
- Dabney Coleman – Franklin M. Hart Jr.
- Sterling Hayden – Russell Tinsworthy
- Elizabeth Wilson – Roz Keith
- Henry Jones – Pan Hinkle
- Lawrence Pressman – Dick Bernly
- Marian Mercer – Missy Hart
- Renn Woods – Barbara
- Norma Donaldson – Betty
- Roxanna Bonilla-Giannini – Maria Delgado
- Peggy Pope – Margaret Foster

i inni

## Nagrody i nominacje
Oscary za rok 1980
- Najlepsza piosenka – "Nine to Five" – muz. i sł. Dolly Parton (nominacja)

Złote Globy 1980
- Najlepsza aktorka w komedii lub musicalu – Dolly Parton (nominacja)
- Najlepsza piosenka – "Nine to Five" – muz. i sł. Dolly Parton (nominacja)
- Odkrycie roku (aktorka) – Dolly Parton (nominacja)